# Liste des communes bilingues de Pologne
Le statut bilingue des gminas (communes) de Pologne est régi par la loi du 6 janvier 2005 sur les minorités nationales et ethniques et sur les langues régionales, qui permet à certaines gminas abritant d'importantes minorités linguistiques d'introduire une deuxième langue auxiliaire à utiliser dans les contextes officiels aux côtés du polonais. À date, 44 gminas ont fait ce choix :

## Polonais / allemand

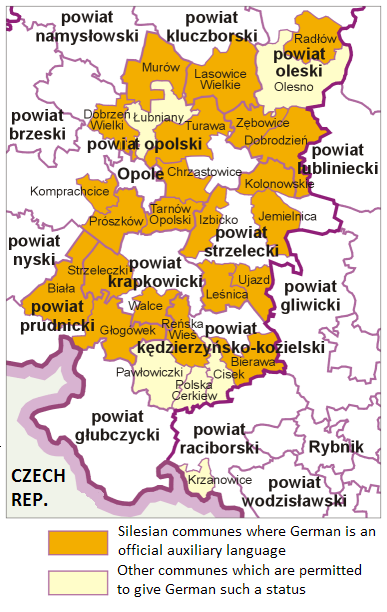
La langue allemande est une langue auxiliaire dans 22 communes des voïvodies d'Opole et de Silésie (carte légèrement obsolète de 2010).

Gminas bilingues polonais/allemand (nom dans les deux langues) :
- Voïvodie d'Opole (28 communes)
  - Gmina Biala / Gemeinde Zülz (depuis le 06.03.2006)
  - Gmina Bierawa / Gemeinde Birawa (depuis le 23.04.2007)
  - Gmina Chrząstowice / Gemeinde Chronstau (depuis le 25.01.2006)
  - Gmina Cisek / Gemeinde Czissek
  - Gmina Dobrodzień / Gemeinde Guttentag (depuis le 13.05.2009)
  - Gmina Dobrzeń Wielki / Gemeinde Groß Döbern (depuis le 22.04.2009)
  - Gmina Głogówek / Gemeinde Oberglogau (depuis le 22.04.2009)
  - Gmina Gogolin / Gemeinde Gogolin
  - Gmina Izbicko / Gemeinde Stubendorf (depuis le 06.03.2006)
  - Gmina Jemielnica / Gemeinde Himmelwitz (depuis le 28.08.2006)
  - Gmina Kolonowskie / Gemeinde Colonnowska (depuis le 22.09.2006)
  - Gmina Komprachcice / Gemeinde Comprachtschütz (depuis le 04.06.2009)
  - Gmina Lasowice Wielkie / Gemeinde Gross Lassowitz (depuis le 18.10.2006)
  - Gmina Leśnica / Gemeinde Leschnitz (depuis le 17.05.2006)
  - Gmina Łubniany / Gemeinde Lugnian
  - Gmina Murów / Gemeinde Murow (depuis le 22.04.2009)
  - Gmina Pawłowiczki / Gemeinde Gnadenfeld
  - Gmina Polska Cerekiew / Gemeinde Groß Neukirch
  - Gmina Popielów / Gemeinde Poppelau
  - Gmina Prószków / Gemeinde Proskau (depuis le 11.07.2006)
  - Gmina Radłów / Gemeinde Radlau (depuis le 25.01.2006)
  - Gmina Reńska Wieś / Gemeinde Reinschdorf (depuis le 26.10.2006)
  - Gmina Strzeleczki / Gemeinde Klein Strehlitz (depuis le 17.05.2006)
  - Gmina Tarnów Opolski / Gemeinde Tarnau (depuis le 15.02.2007)
  - Gmina Turawa / Gemeinde Turawa (depuis le 12.09.2008)
  - Gmina Ujazd / Gemeinde Ujest (depuis le 28.08.2006)
  - Gmina Walce / Gemeinde Walzen (depuis le 04.04.2006)
  - Gmina Zębowice / Gemeinde Zembowitz (depuis le 23.10.2007)
- Voïvodie de Silésie (3 communes)
  - Gmina Krzanowice / Gemeinde Kranowitz
  - Gmina Rudnik / Gemeinde Rudnik
  - Gmina Sośnicowice / Gemeinde Kieferstädtel

Les autres gminas de la voïvodie d'Opole et de la voïvodie de Silésie qui pourraient légalement faire de l'allemand une langue auxiliaire sont Olesno et Pawłowiczki.

## Polonais / cachoube

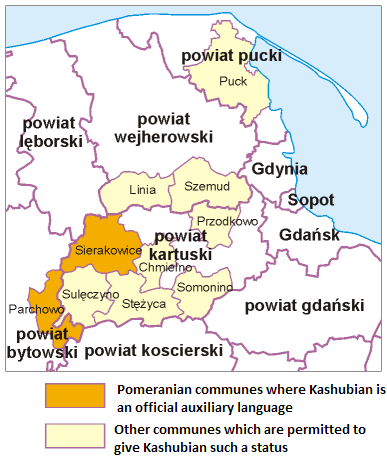
Gminas cachoubes dans la voïvodie de Poméranie.

Gminas bilingues polonais/ cachoube dans la voïvodie de Poméranie :
- Gmina Linia / Gmina Lëniô ; depuis le 23.04.2012
- Gmina Luzino / Gmina Lëzëno ; depuis le 21.02.2014
- Gmina Parchowo / Gmina Parchòwò ; depuis le 16.08.2006
- Gmina Sierakowice / Gmina Serakòwice ; depuis le 23.10.2007
- Gmina Żukowo / Gmina Żukòwò ; depuis le 17.07.2013

## Polonais / lituanien
Gmina bilingue polonais / lituanien dans la voïvodie de Podlachie :
- Gmina de Puńsk / Punsko valsčius ; depuis le 25 mai 2006

## Polonais / biélorusse

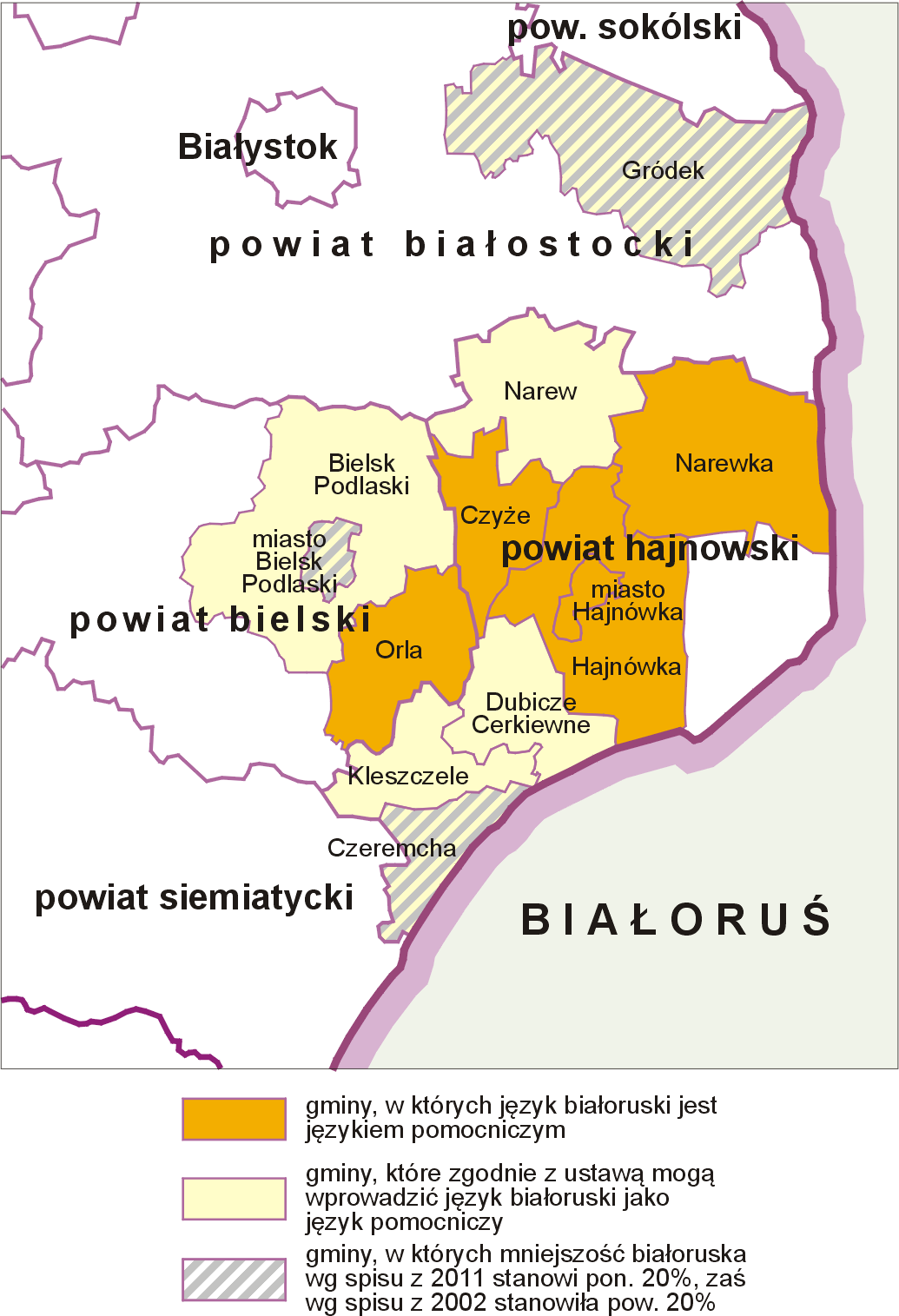
Gminas bilingues polonais / biélorusse en Podlachie.

Gminas bilingues polonais / biélorusse dans la voïvodie de Podlachie :
- Hajnówka (urbaine) / Гайнаўка, depuis le 3 décembre 2007
- Gmina Czyże / Гміна Чыжы, depuis le 8 février 2010
- Gmina Hajnówka (rurale) / Гміна Гайнаўка, depuis le 28 mai 2010
- Gmina Narewka / Гміна Нараўка, depuis le 16 septembre 2009
- Gmina Orla / Гміна Орля, depuis le 7 mai 2009

## Polonais / lemko
Noms bilingues polonais / lemkovien des localités de la voïvodie de Petite-Pologne :
- Gmina Gorlice : Biélanka
- Gmina Uście Gorlickie : Blechnarka, Gładyszów, Konieczna, Kunkowa, Nowica, Regietów, Ropki, Zdynia

## Galerie

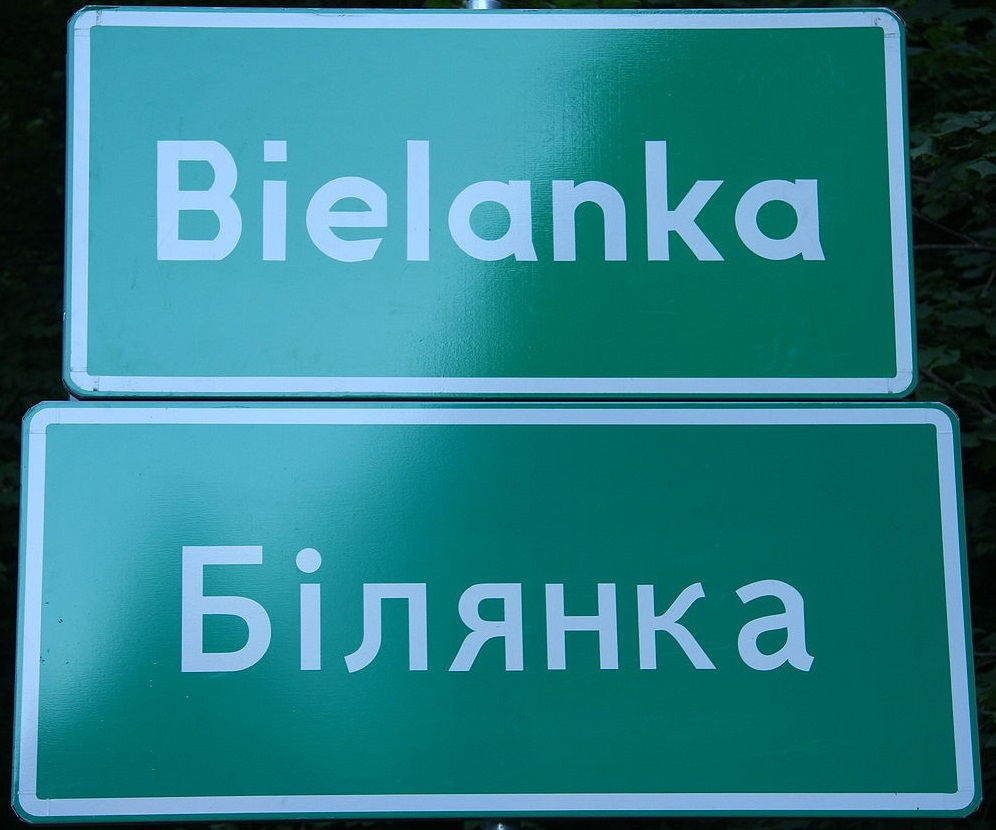
Panneau de nom de lieu en polonais et en lemkovien à Biélanka
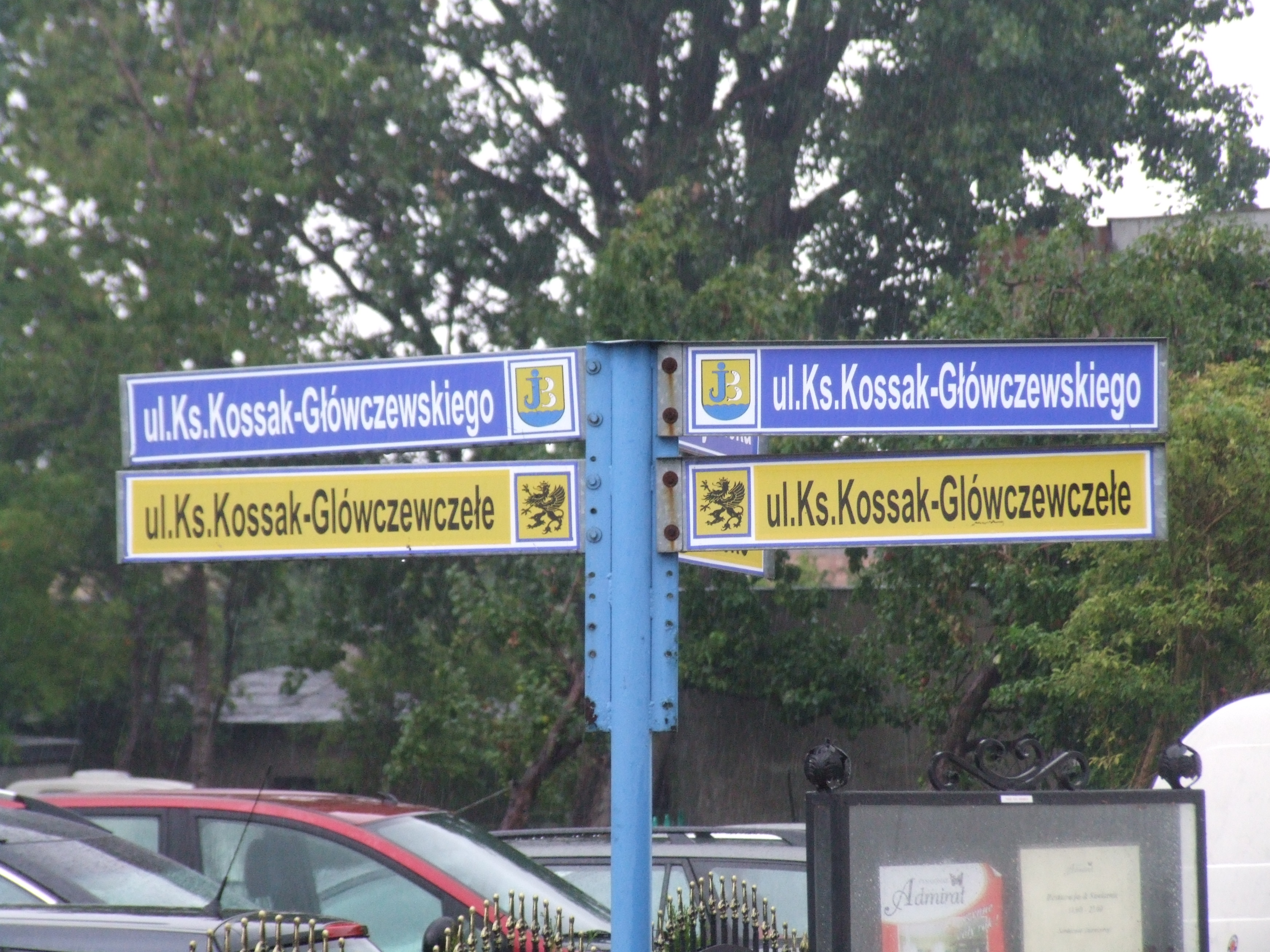
Panneau de nom de rue en polonais et en cachoube à Jastarnia
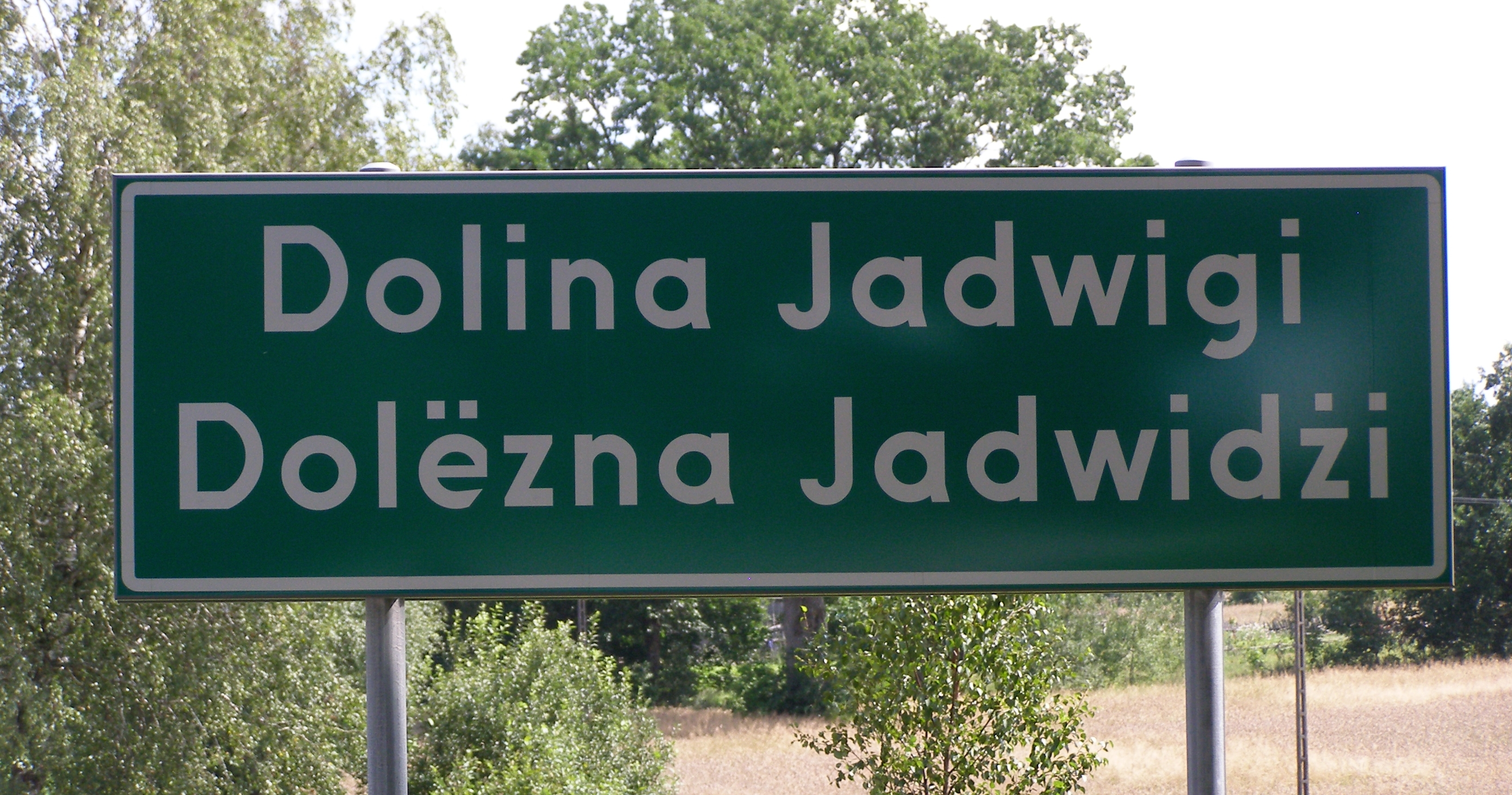
Panneau routier en polonais et en cachoube à Dolina Jadwigi
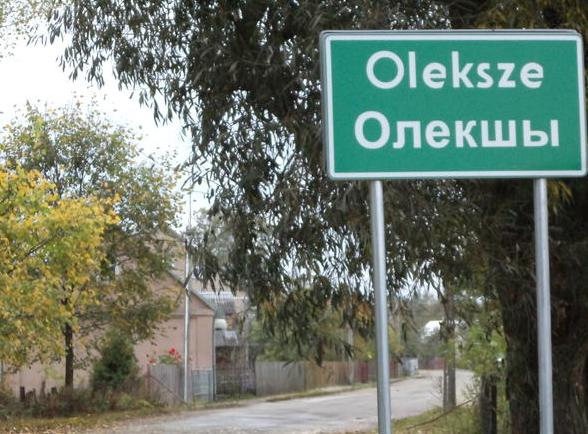
Panneau bilingue polonais / biélorusse à Oleksze
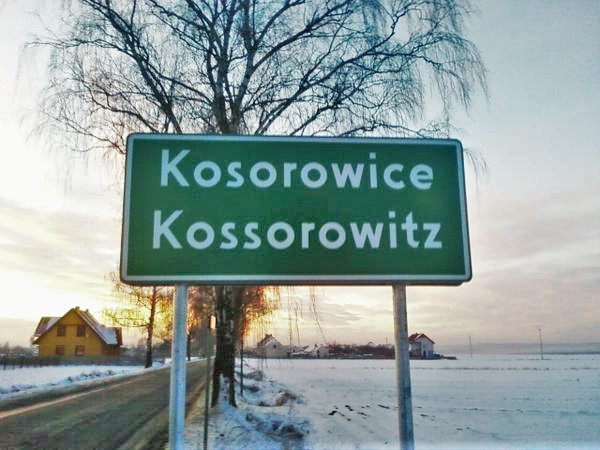
Panneau de nom de lieu en polonais et en allemand à Kosorowice